# 소피의 연애 매뉴얼
《소피의 연애 매뉴얼》(영어: Sophie's Revenge 소피의 복수, 중국어: 非常完美 비상완미)은 중국의 퍼펙트 월드, 한국의 CJ 엔터테인먼트가 제작한 중국-한국 합작 로맨틱 코미디 영화이다.
신예 감독 에바 진이 메가폰을 잡고 배우 장쯔이가 직접 제작에 참여하였으며 2009년 5월 열린 프랑스 칸 국제 영화제에서 6개국에 선판매되었다.
대한민국에서는 2009년 8월 20일 개봉 예정이다.

## 줄거리
만화작가인 소피는 잘생긴데다가 능력있는 외과의사 약혼자 제프와의 결혼을 앞두고 행복한 날을 보내고 있다. 그러던 중, 인기 여배우 안나가 제프와 소피의 사이에 끼어들게 되고 우유부단한 성격의 제프는 결혼을 두달 앞두고 소피를 차버린다. 변심한 약혼자로 인해 상심한것도 잠시, 소피는 절친한 두 친구 루시와 릴리의 도움을 받아 변심한 제프의 마음을 돌리기 위해 좌충우돌 하며 한편 과학적인 복수를 계획하는데...

## 출연진
- 장쯔이(章子怡) - 소피 역
- 소지섭 - 제프 역
- 판빙빙(范氷氷) - 안나 역
- 허룬동(何潤東) - 고든 역
- 임심여(林心如) - 루시 역
- 요신(姚晨) - 릴리 역

## 제작진
- 감독 - 에바 진
- 음악 - 네이든 왕
- 촬영 - 아만도 살라스
- 캐스팅 - PoPing AuYeung
- 세트제작 - Sherrie Dai
- 제작총괄 - 김석원, 장지아쿤
- 예술감독 - 밍 우
- 카메라 - 제니퍼 레이, 메튜 와카이, 릭 툴리스
- 애니메이션 - 스티븐 D, Katz
- 시나리오 매니저 - 미셸 린

## 참조
1. ↑  “소지섭-장쯔이 만남, 아시아 뒤흔들까”. 매일경제. 2009년 7월 20일. 2016년 3월 5일에 원본 문서에서 보존된 문서. 2022년 3월 2일에 확인함.